# Автобусный парк № 6 (Киев)
Автобусный парк № 6 (сокращенно АП 6) — один из четырёх действующих автобусных парков Киева. Парк обслуживает 16 маршрутов густонаселённых районов Киева такие как Троещина, Оболонь, Минский и Виноградарь.
Парк располагается на левом берегу Киева по адресу ул. Пуховская, 4.

## История
Автобусный парк № 6 был открыт 1 января 1981 года в Оболонской промзоне за адресом - ул. Полярная, 20. Изначально парк назывался АТП-09126 и первым официальным маршрутом парка являлся маршрут № 100: "Воскресенский массив - промузел "Оболонь", действующий по ныне, но за удлинённой трассой.
В 1988 году, в связи с объединением пассажирского и грузового автомобильного транспорта Киева в одну организацию "Киевгоравтотранс", автобусному парку № 6 было присвоено новое название - АТП-13033.
В 2001 году произошло объединие "Киевэлектротранса", "Киевгоравтотранса", "Киевпарксервиса" в  организацию под названием  КП "Киевпасстранс". Тогда же парк получил своё нынешнее название - автобусный парк № 6.
30 августа 2014 года автобусный парк № 6 был перенесён на действующую территорию на ул. Пуховскую, 8. Данный перенос облегчил обслуживание троещинских маршрутов и в дальнейшем перебрал на себя маршруты автобусного парка № 2 (№ 6, 59, 70, 77, 79), ввиду близкого расположение парка к маршрутам.
2 октября 2015 года был введён автобусный маршрут № 114: ул. Милославская - Железнодорожный вокзал "Центральный". Изначально маршрут обслуживался совместно с автобусным парком № 2, но затем полностью был передан в автобусный парк № 6.
23 марта 2018 года автобусный маршрут № 88: ул. Северная - Рыбальский полуостров был передан на временное  обслуживание в автобусный парк № 5.
14 июля 2018 года автобусный маршрут № 98 продлён от ул. Оноре-де-Бальзака по улицам Будищанская и Лисковская до ул. Милославская.
11 августа 2018 года изменена трасса движения автобусов маршрута № 6. Теперь автобусы курсируют от Дарницкой площади до улицы Теодора Драйзера без изменений, а далее: улица Оноре де Бальзака - улица Радосинская - улица Лесковская - улица Радунская - улица Милославская.
12 декабря 2018 года маршрутное такси № 157: ул. Милославская - Станция метро   «Почайна», с подвижным составом, было передано в автобусный парк № 8.
С февраля 2019 года прекращено обслуживание пригородного маршрута № 991.

## Подвижной состав
На сегодняшний день автобусный парк № 6 эксплуатирует данные модели автобусов:
- МАЗ 105.060;
- МАЗ 107.467;
- МАЗ 203;
  - МАЗ 203.015;
  - МАЗ 203.065;
  - МАЗ 203.069;
- МАЗ 215.069;
- ЛАЗ А183;
- ЛАЗ А292;
- Богдан А092;
- Богдан А144.

Все автобусы, кроме Богдан А144, используются на коммунальных автобусных маршрутах. Автобусов модели МАЗ 103 в депо осталось всего 2, и которые работают на маршрутах № 61 (б/н 1660) и № 98 (б/н 1695). Изредка эти автобусы бывают на других маршрутах. Автобусы моделей Богдан А091 и Богдан А092 используются на малопопулярных маршрутах № 6, 59, 77 и 79. Остальные автобусы встречаются на других маршрутах. Автобусы большого класса преимущественно работают на маршрутах № 41, 46, 70, 98, 100, 102 и 114.
Автобусы Богдан А144 используются на пригородном маршруте № 991.
Ранее парк эксплуатировал такие модели автобусов:
- Arna M83;
- Arna M86BF;
- Икарус 250;
- Икарус 256;
- Икарус 260:
- Икарус 280;
- Säffle;
- Scania CN112AL;
- ГАЗ-3221 (Y6C);
- КАвЗ-3271;
- ЛАЗ А073;
- ЛАЗ А141;
- ЛАЗ А291;
- ЛАЗ 5252;
- ПАЗ-3205;
- ПАЗ-672;
- РАФ-2203.

## Автобусные маршруты
Автобусный парк № 6 принимает участие в обслуживании 17 коммунальных автобусных маршрутов. Помимо автобусы также используются в качестве заказных.

### Коммунальные маршруты
| №   | Начальный пункт               | Конечный пункт                       | Маршрут | Примечание                                                 |
| --- | ----------------------------- | ------------------------------------ | --- | ---------------------------------------------------------- |
| 6   | ул. Милославская              | Дарницкая площадь                    | ул. Радунская — ул. Лесковская — ул. Радосинская — ул. Оноре де Бальзака — ул. Теодора Драйзера — ул. Братиславская — просп. Юрия Гагарина |                                                            |
| 21  | Станция метро «Почайна»       | ул. Милославская                     | просп. Степана Бандеры — Северный мост — просп. Генерала Ватутина — просп. Владимира Маяковского — ул. Оноре де Бальзака |                                                            |
| 41  | Станция метро «Героев Днепра» | поселок ДВС                          | ул. Героев Днепра — ул. Богатырская — ул. Днепровская |                                                            |
| 46  | ул. Ивана Микитенко           | Станция метро «Левобережная»         | ул. Генерала Карбышева — ул. Николая Кибальчича — бульв. Перова — просп. Освободителей — Броварской просп. |                                                            |
| 50  | ул. Северная                  | Железнодорожный вокзал «Центральный» | ул. Героев Сталинграда — Станция метро «Героев Днепра» — Станция метро «Минская» - Станция метро «Оболонь» — Оболонский пр. - пр. Степана Бандеры - ул. Елены Телиги - Станция метро «Дорогожичи» - ул. Юрия Ильенко - Станция метро «Лукьяновская» - ул. Вячеслава Чорновола - пр. Победы - Железнодорожный вокзал «Центральный» |                                                            |
| 59  | ул. Петра Вершигори           | ж/д станция «Троещина»               | ул. Петра Вершигоры — ул. Райдужная | Работает только в часы-ПИК                                 |
| 61  | ул. Милославская              | ж/д станция «Троещина»               | ул. Радунская — ул. Градинская — ул. Александра Сабурова — ул. Николая Закаревского — ул. Николая Кибальчича — бульв. Перова — ул. Ивана Микитенка — ул. Райдужная | Работает только в часы-ПИК                                 |
| 70  | ул. Петра Вершигори           | Станция метро «Левобережная»         | ул. Петра Вершигоры — ул. Райдужная — ул. Алишера Навои — бульв. Перова — просп. Освободителей — Броварской просп. |                                                            |
| 73  | Станция метро «Героев Днепра» | ул. Милославская                     | Оболонский просп. — ул. Маршала Малиновского — ул. Героев Сталинграда — Северный мост — ул. Оноре де Бальзака — ул. Градинская — ул. Радунская |                                                            |
| 79  | ул. Каштанова                 | Станция метро «Лесная»               | ул. Оноре де Бальзака — ул. Теодора Драйзера — ул. Николая Закревского — ул. Сержа Лифаря — ул. Электротехничечкая — ул. Братиславская — Лесной просп. — ул. Кубанской Украины — ул. Киото |                                                            |
| 88  | ул. Северная                  | Рыбальский полуостров                | ул. Героев Сталинграда — ул. Маршала Тимошенка — Станция метро «Минская» — ул. Маршала Тимошенка — ул. Героев Сталинграда — ул. Маршала Малиновского — ул. иорданская — ул. Александра Архипенко — ул. Героев Сталинграда — ул. Набережно-Рыбальская — ул. Электриков                                                             | Работает по будням в час-ПИК                               |
| 98  | ул. Милославская              | ТЭЦ-6                                | ул. Будищанская — ул. Оноре де Бальзака — ул. Александра Сабурова — ул. Пуховская |                                                            |
| 99  | Минский массив                | Станция метро «Минская»              | ул. Юрия Кондратюка — просп. Маршала Рокоссовского — ул. Полярная — ул. Зои Гайдай | С заездом на Диагностический центр в оба направления       |
| 100 | ул. Сошенка                   | Автобусный парк № 6                  | ул. Полярная — Оболонский просп. — ул. Маршала Малиновского — ул. Героев Сталинграда — Северный мост — ул. Николая Кибальчича — ул. Николая Закаревского — ул. Пуховская | Работает по будням                                         |
| 101 | Станция метро «Почайна»       | ул. Милославская                     | просп. Степана Бандеры — Северный мост — просп. Генерала Ватутина — просп. Владимира Маяковского — ул. Николая Закаревского — ул. Милославская | До улицы Радунской                                         |
| 102 | ул. Светлицкого               | Кинотеатр Братислава                 | просп. Свободы — просп. Правды — ул. Ярослава Ивашкевича — ул. Луговая — ул. Маршала Малиновского |                                                            |
| 103 | ул. Светлицкого               | Детская поликлиника                  | Станция метро «Академгородок» — пр. Академика Паладина — ул. Стеценка — ул. Газопроводная - пр. Правды - пр. Василия Порика - ул. Светлицкого |                                                            |
| 114 | ул. Милославская              | Железнодорожный вокзал «Центральный» | ул. Милославская — просп. Владимира Маяковского — просп. Генерала Ватутина — Северный мост — ул. Набережно-Рыбальская — ул. Набережно-Крещатицкая — Владимирский спуск — ул. Крещатик — бульв. Тараса Шевченка — ул. Симона Петлюры                                                                                               | До улицы Радунской. Работает в будни дни.                  |
| 114 | ул. Милославская              | Железнодорожный вокзал «Центральный» | ул. Милославская — просп. Владимира Маяковского — просп. Генерала Ватутина — Северный мост — ул. Набережно-Рыбальская — ул. Набережно-Крещатицкая — Владимирский спуск — ул. Михайловская — ул. Владимирская — ул. Богдана Хмельницкого — ул. Крещатик — бульв. Тараса Шевченка — ул. Симона Петлюры                              | До улицы Радунской. Работает в выходные и праздничные дни. |

На время проведения работ по реконструкции ул. Алма-Атинской, парк также обслуживает временный автобусный маршрут № 33Т: ст. м. «Черниговская» — ДВРЗ. Маршрут обслуживается совместно с автобусным парком № 2.

### Закрытые и переданные маршруты[7][8]
| Режим         | №                        | Начальный пункт                 | Конечный пункт                | Примечание                                                                   |
| ------------- | ------------------------ | ------------------------------- | ----------------------------- | ---------------------------------------------------------------------------- |
| Комунальный   | 22                       | пл. Шевченко                    | г. Вышгород                   | Закрыт после распада СССР                                                    |
| Комунальный   | 33т                      | Станция метро «Черниговская»    | ДВРЗ                          | Передан в автобусный парк №2 (ранее — совместное обслуживание)               |
| Комунальный   | 46Э                      | Станция метро «Левобережная»    | ул. Ивана Микитенко           | Действовал в период с 2017 по 2018(?) года. Закрыт                           |
| Комунальный   | 67                       | Станция метро «Оболонь»         | ул. Будищанская               | Закрыт после распада СССР                                                    |
| Комунальный   | 93                       | Станция метро «Оболонь»         | ул. Курёневская               | Закрыт После распада СССР                                                    |
| Комунальный   | 94                       | Станция метро «Завод Большевик» | ул. Северная                  | Закрыт после распада СССР                                                    |
| Комунальный   | 100Э                     | пл. Шевченка                    | Автобусный парк № 6           | Действовал в 2017—2018 года(?). Закрыт                                       |
| Комунальный   | 102Э                     | просп. Георгия Гонгадзе         | Кинотеатр Братислава          | Действовал в 2017—2018 года(?). Закрыт                                       |
| Комунальный   | 102А                     | ул. Светлицкого                 | Станция метро «Академгородок» | Экспериментальный маршрут. Действовал с октября по декабрь 2020 года. Закрыт |
| Комунальный   | 106                      | Станция метро «Оболонь»         | ул. Данькевича                | Закрыт после распада СССР                                                    |
| 110           | Станция метро «Петровка» | просп. Владимира Маяковского    | Закрыт после распада СССР     |                                                                              |
| 118           | Станция метро «Оболонь»  | ул. Лаврухина                   | Закрыт после Распада СССР     |                                                                              |
| Таксомоторный | 190                      | ул. Полярная                    | ул. Микитенко                 | Закрыт после распада СССР                                                    |
| Таксомоторный | 157                      | Станция метро «Почайна»         | ул. Милославская              | Передан на обслуживание в автобусный парк № 8                                |
| Пригородный   | 991                      | Станция метро «Героев Днепра»   | п. Кривое Озеро               | нету давно                                                                   |

Ранее парк также обслуживал маршрутные такси № 204 и 506, которые в последние дни работы были переданы в автобусный парк № 5, где и были закрыты.
В таблице жирным отмечены маршруты, которые переданы в другие парки, но остаются действующими.